# ジュリア (小惑星)
ジュリア (89 Julia) は、小惑星帯に位置する小惑星の一つ。1866年8月6日にフランスの天文学者、エドゥアール・ステファンにより発見された。コルシカのジューリアにちなみ命名されたと考えられている。
ジュリアによる恒星の掩蔽はこれまでに少なくとも4回起きており、そのうち2001年と2006年は日本で観測された。